# Velká trojka
Velká trojka je termín používaný v kontextu druhé světové války pro označení nejvýznamnějších Spojenců – Sovětského svazu, USA a Spojeného království.

## Zástupci zemí Velké trojky
- Spojené království – Winston Churchill, od 27. července 1945 Clement Attlee
- Spojené státy americké – Franklin D. Roosevelt, od 12. dubna 1945 Harry S. Truman
- Sovětský svaz – Josif V. Stalin

## Konference Velké trojky
- Casablanská konference (14. 1. – 26. 1. 1943 v Casablance): dojednání vylodění spojenců na Sicílii v červenci 1943, bezpodmínečná kapitulace Německa. Bez účasti Stalina.
- Teheránská konference (28. 11. – 1. 12. 1943 v íránském hlavním městě Teheránu): předmětem jednání otevření západní fronty, požadavek Stalina na část Polska; dále byla dohodnuta podpora Titových partyzánů v Jugoslávii a vstup Sovětského svazu do války s Japonskem po skončení války v Evropě.
- Jaltská konference (4. 2. – 11. 2. 1945 na Jaltě v Livadijském paláci): projednání polské otázky a vytvoření organizace spojených národů, dohodnutí odzbrojení Německa, válečné reparace za válku.
- Postupimská konference (17. 7. – 2. 8. 1945 v německé Postupimi nedaleko Berlína): předmětem jednání poválečné uspořádání Evropy, vrácení samostatnosti Rakousku a jeho rozdělení do okupačních zón, vytvoření okupačních zón v Německu a vytyčení hlavních cílů okupace: demilitarizace, denacifikace, demokratizace a demonopolizace (program 4D).

## Galerie

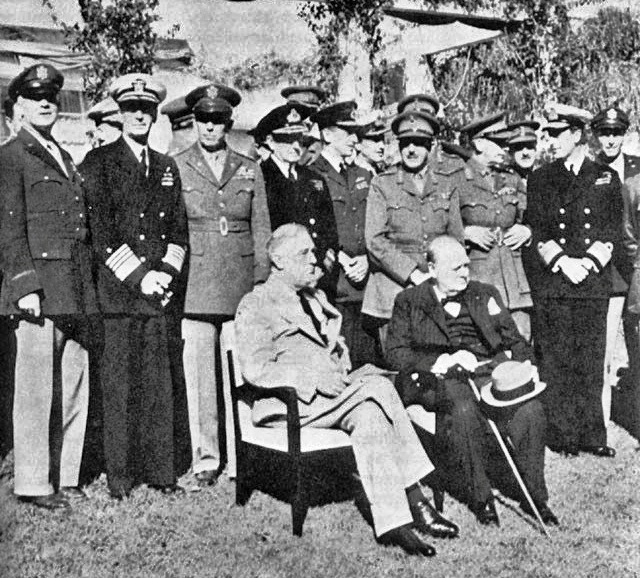
Roosevelt a Churchill Casablanská konference, 1943
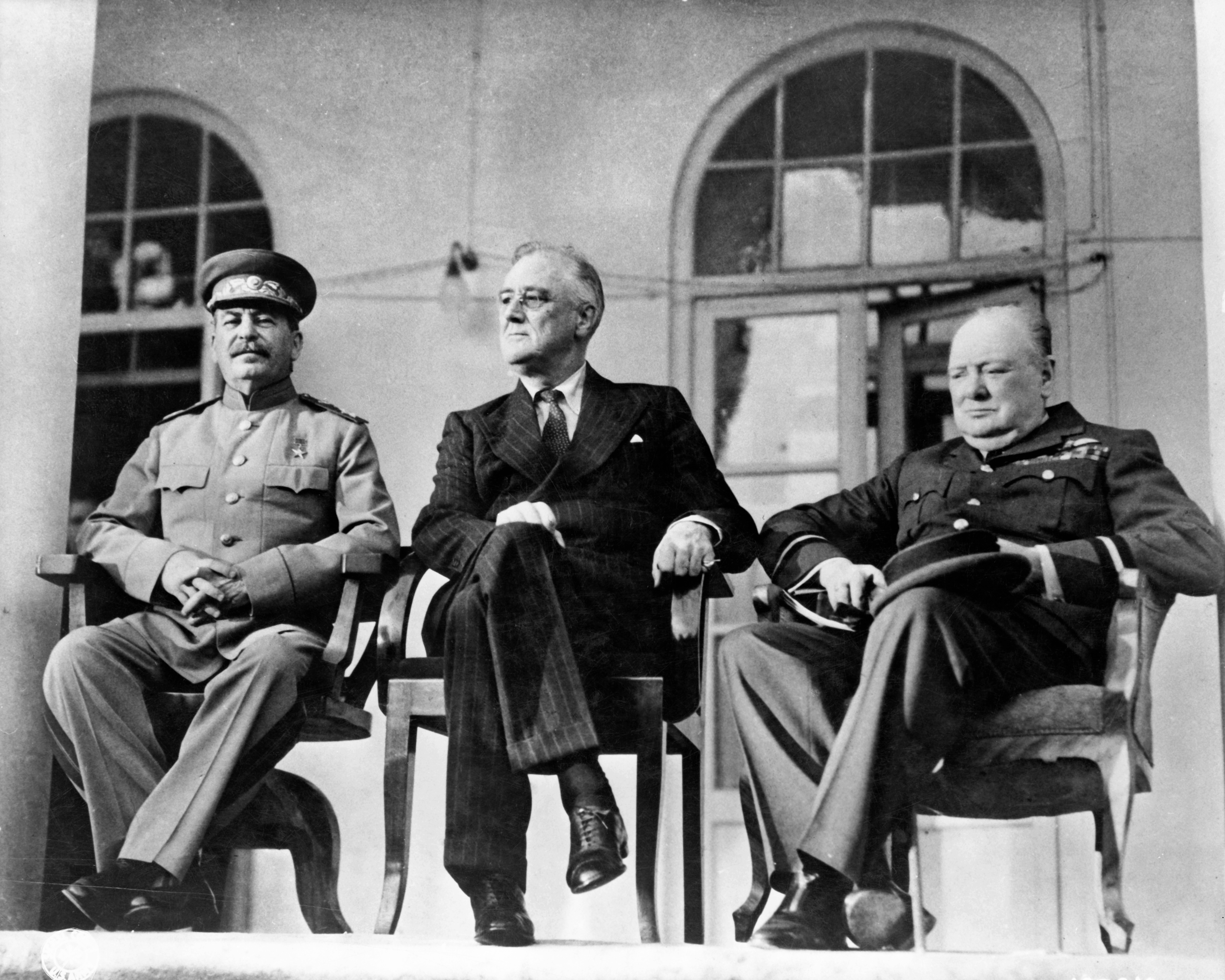
Stalin, Roosevelt a Churchill Teheránská konference, 1943
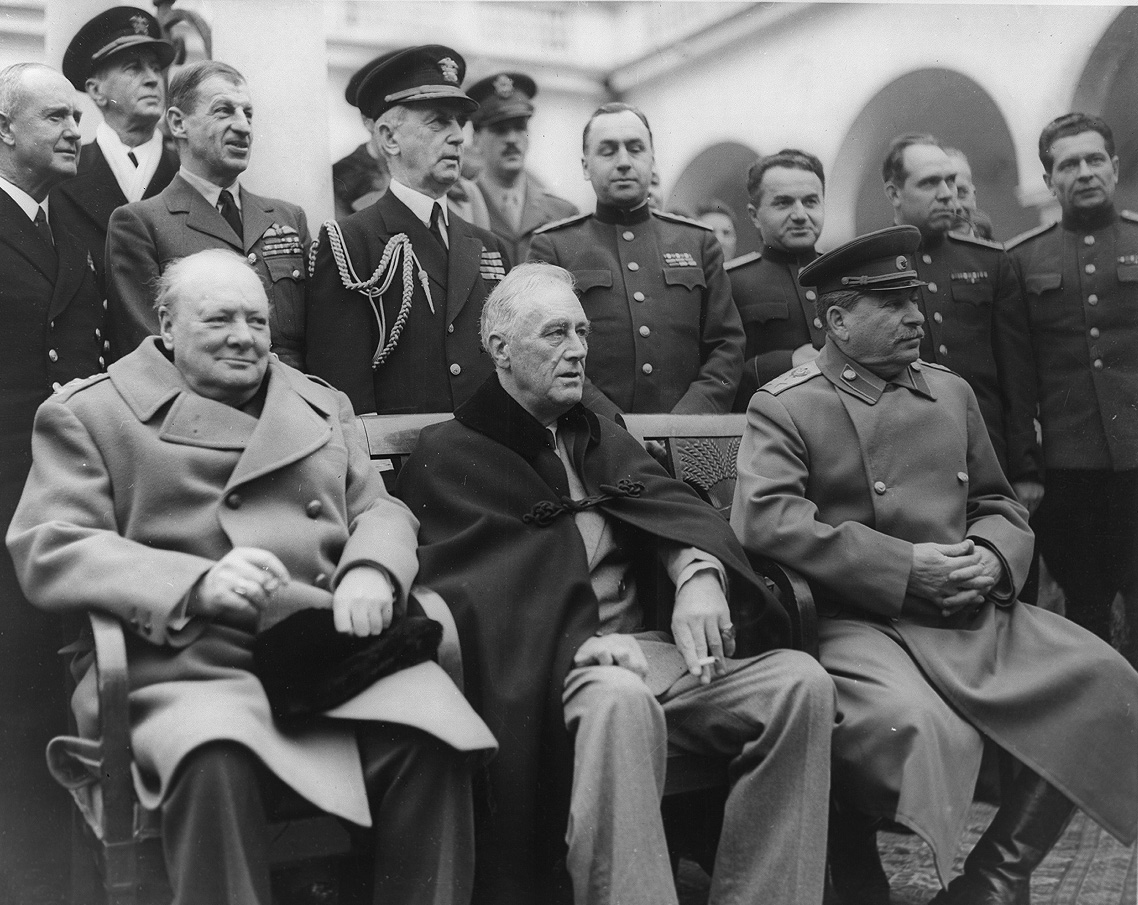
Churchill, Roosevelt a Stalin Jaltská konference, 1945
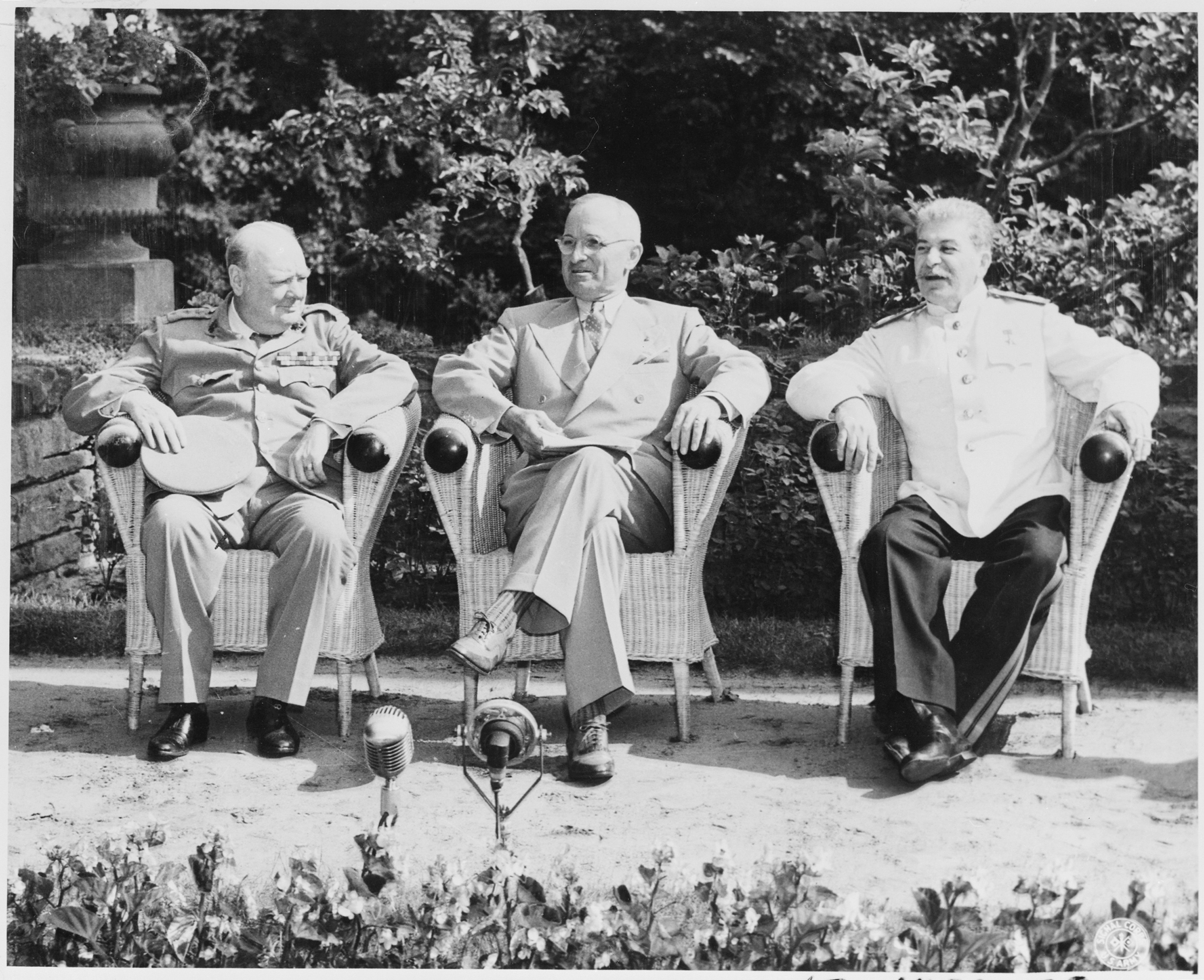
Churchill, Truman a Stalin Postupimská konference, 1945
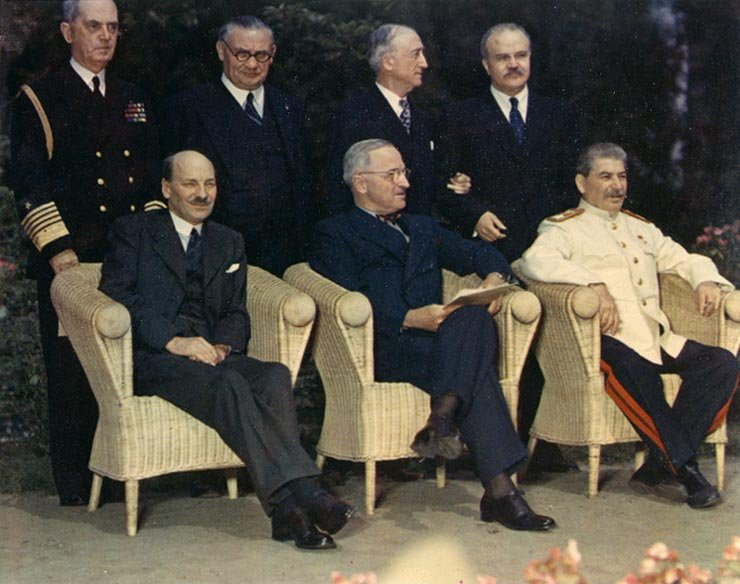
Attlee, Truman a Stalin Postupimská konference, 1945